# Sforza-Policlinico (métro de Milan)
Sforza-Policlinico est une station de métro à Milan, en Italie. Située sur la ligne 4 du métro de Milan entre Santa Sofia et San Babila, elle a ouvert le 12 octobre 2024. Elle permet une correspondance avec la ligne 3 via la station Missori.